# Nana Attakora
Nana Attakora-Gyan né le 27 mars 1989 à North York en Ontario, est un joueur international canadien de soccer. Il joue au poste de défenseur central.

## Biographie
Le 22 février 2013, il retrouve les Earthquakes de San José après une saison en Finlande.
En fin de contrat avec les Quakes, Attakora est recruté via le système de repêchage de la MLS par le DC United le 18 décembre 2013.

## Palmarès
- Toronto FC
  - Championnat du Canada (3) : 2009, 2010, 2011.